# Eidmannella bullata
Eidmannella bullata är en spindelart som beskrevs av Willis J. Gertsch 1984. Eidmannella bullata ingår i släktet Eidmannella och familjen grottspindlar. Inga underarter finns listade i Catalogue of Life.